# Хандала (Бурятия)
Хандала́ — улус в Кабанском районе Бурятии. Входит в сельское поселение «Шергинское».

## География
Расположен в 2 км к западу от центра сельского поселения — села Шергино, по правому берегу селенгинской протоки Харауз в восточной части Кударинской степи.

## Население
| 2002 | 2010 |
| ---- | ---- |
| 313  | ↘287 |

## Известные уроженцы
Александр Хахалов — советский и бурятский политик, 1-й секретарь Бурят-Монгольского областного комитета ВКП(б)/КПСС (1951—1960), председатель Президиума Верховного Совета Бурятской АССР (1960—1970).